# Lijst van liedjes in Glee (seizoen 2)
Hieronder volgt een lijst van liedjes in het tweede seizoen van Glee, een Amerikaanse, komische en muzikale televisieserie uit 2009 van Fox. De show werd gecreëerd door Ryan Murphy, Brad Falchuk en Ian Brennan. Murphy is verantwoordelijk voor het selecteren van alle gebruikte de liedjes, en streeft naar een evenwicht tussen wat oudere klassiekers en hits, want hij wil graag "voor ieder wat wils in elke aflevering". De nummers worden van tevoren opgenomen met muziekproducent Nikki Anders en de choreografie wordt verzorgd door Zach Woodlee.
Murphy was verbaasd over het gemak waarmee het gebruik van liederen werd goedgekeurd door de benaderde platenmaatschappijen. Componist en muzikant Billy Joel bood veel van zijn liedjes aan voor gebruik op de show, zangeres Rihanna bood haar single Take a Bow voor gebruik tegen lage kosten. Madonna gaf de show rechten voor aan haar hele discografie, en de aflevering The Power of Madonna bevatte slechts liedjes van Madonna. Dit seizoen waren er drie 'tribuutafleveringen': Britney/Brittany voor Britney Spears, The Rocky Horror Glee Show voor The Rocky Horror Show, en Rumours voor Fleetwood Mac.
Eer zijn meerdere albums uitgebracht door Columbia Records. De uitgebrachte albums waren:
- Glee: The Music, The Rocky Horror Glee Show
- Glee: The Music, The Christmas Album
- Glee: The Music, Volume 4
- Glee: The Music, Volume 5
- Glee: The Music Presents the Warblers
- Glee: The Music, Volume 6

## Liedjes
| Titel                                                    | Gecoverde versie                    | Uitgevoerd door                                                                                       | Aflevering                    | Single            | Album                      | Ref.          |        |
| -------------------------------------------------------- | ----------------------------------- | --- | ----------------------------- | ----------------- | -------------------------- | ------------- | ------ |
| Empire State of Mind                                     | Jay-Z met Alicia Keys               | New Directions                                                                                        | 1. Audition                   | Ja                | Volume 4                   | [ 1 ]         |        |
| Every Rose Has Its Thorn                                 | Poison                              | Sam Evans                                                                                             | 1. Audition                   | Nee               | Geen                       | [ 2 ]         |        |
| Telephone                                                | Lady Gaga met Beyoncé               | Rachel Berry en Sunshine Corazon                                                                      | 1. Audition                   | Ja                | Geen                       | [ 3 ]         |        |
| Getting to Know You                                      | The King and I                      | Tina Cohen-Chang                                                                                      | 1. Audition                   | Nee               | Geen                       | [ 3 ]         |        |
| Billionaire                                              | Travie McCoy met Bruno Mars         | Sam Evans with New Directions males except Kurt Hummel                                                | 1. Audition                   | Ja                | Volume 4                   | [ 4 ]         |        |
| The Power                                                | Snap!                               | Finn Hudson                                                                                           | 1. Audition                   | Nee               | Geen                       | [ 5 ]         |        |
| Listen                                                   | Dreamgirls                          | Sunshine Corazon                                                                                      | 1. Audition                   | Ja                | Geen                       | [ 6 ]         |        |
| What I Did for Love                                      | A Chorus Line                       | Rachel Berry                                                                                          | 1. Audition                   | Ja                | Love Songs                 | [ 7 ]         |        |
| I'm a Slave 4 U                                          | Britney Spears                      | Brittany Pierce                                                                                       | 2. Britney/Brittany           | Ja                | Geen                       | [ 8 ]         |        |
| Me Against the Music                                     | Britney Spears met Madonna          | Brittany Pierce en Santana Lopez                                                                      | 2. Britney/Brittany           | Ja                | Volume 4                   | [ 9 ]         |        |
| ...Baby One More Time                                    | Britney Spears                      | Rachel Berry                                                                                          | 2. Britney/Brittany           | Ja                | Geen                       | [ 10 ]        |        |
| Sailing                                                  | Christopher Cross                   | Will Schuester                                                                                        | 2. Britney/Brittany           | Nee               | Geen                       | [ 11 ]        |        |
| Stronger                                                 | Britney Spears                      | Artie Abrams                                                                                          | 2. Britney/Brittany           | Ja                | Volume 4                   | [ 12 ]        |        |
| Toxic                                                    | Britney Spears                      | New Directions with Will Schuester                                                                    | 2. Britney/Brittany           | Ja                | Volume 4                   | [ 12 ]        |        |
| The Only Exception                                       | Paramore                            | Rachel Berry with New Directions                                                                      | 2. Britney/Brittany           | Ja                | Volume 4                   | [ 13 ]        |        |
| Only the Good Die Young                                  | Billy Joel                          | Noah Puckerman with New Directions                                                                    | 3. Grilled Cheesus            | Ja                | Geen                       | [ 14 ]        |        |
| I Look to You                                            | Whitney Houston                     | Mercedes Jones with Quinn Fabray and Tina Cohen-Chang                                                 | 3. Grilled Cheesus            | Ja                | Geen                       | [ 14 ]        |        |
| Papa, Can You Hear Me?                                   | Barbra Streisand                    | Rachel Berry                                                                                          | 3. Grilled Cheesus            | Ja                | Geen                       | [ 14 ]        |        |
| I Want to Hold Your Hand                                 | The Beatles                         | Kurt Hummel                                                                                           | 3. Grilled Cheesus            | Ja                | Volume 4                   | [ 15 ]        |        |
| Losing My Religion                                       | R.E.M.                              | Finn Hudson                                                                                           | 3. Grilled Cheesus            | Ja                | Geen                       | [ 4 ]         |        |
| Bridge over Troubled Water                               | Aretha Franklin                     | Mercedes Jones                                                                                        | 3. Grilled Cheesus            | Ja                | Geen                       | [ 16 ]        |        |
| One of Us                                                | Joan Osborne                        | New Directions                                                                                        | 3. Grilled Cheesus            | Ja                | Volume 4                   | [ 17 ]        |        |
| Don't Go Breaking My Heart                               | Elton John en Kiki Dee              | Rachel Berry en Finn Hudson                                                                           | 4. Duets                      | Ja                | Love Songs                 | [ 18 ]        |        |
| River Deep – Mountain High                               | Ike & Tina Turner                   | Mercedes Jones en Santana Lopez                                                                       | 4. Duets                      | Ja                | Volume 4                   | [ 18 ]        |        |
| Le Jazz Hot!                                             | Victor/Victoria                     | Kurt Hummel                                                                                           | 4. Duets                      | Ja                | Geen                       | [ 18 ]        |        |
| Sing!                                                    | A Chorus Line                       | Mike Chang en Tina Cohen-Chang with New Directions                                                    | 4. Duets                      | Ja                | Geen                       | [ 18 ]        |        |
| With You I'm Born Again                                  | Billy Preston en Syreeta Wright     | Rachel Berry en Finn Hudson                                                                           | 4. Duets                      | Nee               | Geen                       | [ 19 ]        |        |
| Lucky                                                    | Jason Mraz en Colbie Caillat        | Sam Evans en Quinn Fabray                                                                             | 4. Duets                      | Ja                | Volume 4                   | [ 18 ]        |        |
| Get Happy / Happy Days Are Here Again                    | Judy Garland en Barbra Streisand    | Rachel Berry en Kurt Hummel                                                                           | 4. Duets                      | Ja                | Geen                       | [ 18 ]        |        |
| Science Fiction/Double Feature                           | The Rocky Horror Show               | Santana Lopez                                                                                         | 5. The Rocky Horror Glee Show | Nee               | The Rocky Horror Glee Show | [ 20 ]        |        |
| Over at the Frankenstein Place                           | The Rocky Horror Show               | Rachel Berry, Finn Hudson en New Directions                                                           | 5. The Rocky Horror Glee Show | Nee               | The Rocky Horror Glee Show | [ 20 ]        |        |
| Dammit Janet                                             | The Rocky Horror Show               | Finn Hudson, Rachel Berry, Quinn Fabray, Kurt Hummel en Mercedes Jones                                | 5. The Rocky Horror Glee Show | Nee               | The Rocky Horror Glee Show | [ 20 ]        |        |
| Whatever Happened to Saturday Night?                     | The Rocky Horror Show               | Carl Howell en New Directions                                                                         | 5. The Rocky Horror Glee Show | Nee               | The Rocky Horror Glee Show | [ 20 ]        |        |
| Sweet Transvestite                                       | The Rocky Horror Show               | Mercedes Jones with Brittany Pierce en Santana Lopez                                                  | 5. The Rocky Horror Glee Show | Nee               | The Rocky Horror Glee Show | [ 20 ]        |        |
| Touch-a, Touch-a, Touch-a, Touch Me                      | The Rocky Horror Show               | Emma Pillsbury, Santana Lopez, Brittany Pierce, Will Schuester, Kurt Hummel, Carl Howell, Finn Hudson | 5. The Rocky Horror Glee Show | Nee               | The Rocky Horror Glee Show | [ 20 ] [ 21 ] |        |
| Time Warp                                                | The Rocky Horror Show               | New Directions                                                                                        | 5. The Rocky Horror Glee Show | Nee               | The Rocky Horror Glee Show | [ 20 ]        |        |
| One Love/People Get Ready                                | Bob Marley & The Wailers            | Noah Puckerman en Artie Abrams                                                                        | 6. Never Been Kissed          | Ja                | Volume 4                   | [ 22 ]        |        |
| Teenage Dream                                            | Katy Perry                          | Dalton Academy Warblers                                                                               | 6. Never Been Kissed          | Ja                | Volume 4                   | [ 22 ]        |        |
| Start Me Up / Livin' on a Prayer                         | The Rolling Stones / Bon Jovi       | New Directions females                                                                                | 6. Never Been Kissed          | Ja                | Geen                       | [ 22 ]        |        |
| Stop! In the Name of Love / Free Your Mind               | The Supremes / En Vogue             | New Directions males                                                                                  | 6. Never Been Kissed          | Ja                | Geen                       | [ 22 ]        |        |
| Conjunction Junction                                     | Schoolhouse Rock!                   | Holly Holliday                                                                                        | 7. The Substitute             | Nee               | Geen                       | [ 23 ]        |        |
| F**k You!                                                | Cee Lo Green                        | Holly Holliday with New Directions                                                                    | 7. The Substitute             | Ja                | Volume 4                   | [ 24 ]        |        |
| Make 'Em Laugh                                           | Donald O'Connor                     | Will Schuester                                                                                        | 7. The Substitute             | Ja                | Geen                       | [ 25 ]        |        |
| Nowadays / Hot Honey Rag                                 | Chicago                             | Holly Holliday en Rachel Berry                                                                        | 7. The Substitute             | 7. The Substitute | Ja                         | Geen          | [ 25 ] |
| Singin' in the Rain / Umbrella                           | Gene Kelly / Rihanna met Jay-Z      | Holly Holliday, Will Schuester en New Directions                                                      | 7. The Substitute             | Ja                | Geen                       | [ 25 ]        |        |
| Ohio                                                     | Wonderful Town                      | Sue Sylvester en Doris Sylvester                                                                      | 8. Furt                       | Ja                | Geen                       | [ 26 ]        |        |
| Marry You                                                | Bruno Mars                          | New Directions                                                                                        | 8. Furt                       | Ja                | Volume 4                   | [ 26 ]        |        |
| Sway                                                     | Michael Bublé                       | Will Schuester                                                                                        | 8. Furt                       | Ja                | Volume 4                   | [ 27 ]        |        |
| Just the Way You Are                                     | Bruno Mars                          | Finn Hudson en New Directions                                                                         | 8. Furt                       | Ja                | Volume 4                   | [ 26 ]        |        |
| Don't Cry for Me Argentina                               | Evita                               | Rachel Berry en Kurt Hummel                                                                           | 9. Special Education          | Ja                | Geen                       | [ 28 ]        |        |
| The Living Years                                         | Mike & The Mechanics                | The Hipsters                                                                                          | 9. Special Education          | Ja                | Geen                       | [ 28 ]        |        |
| Hey, Soul Sister                                         | Train                               | Dalton Academy Warblers                                                                               | 9. Special Education          | Ja                | Presents the Warblers      | [ 28 ]        |        |
| (I've Had) The Time of My Life                           | Bill Medley en Jennifer Warnes      | Sam Evans en Quinn Fabray with New Directions                                                         | 9. Special Education          | Ja                | Volume 4                   | [ 28 ]        |        |
| Valerie                                                  | Mark Ronson met Amy Winehouse       | Santana Lopez with New Directions                                                                     | 9. Special Education          | Ja                | Volume 4                   | [ 29 ]        |        |
| Dog Days Are Over                                        | Florence and the Machine            | Tina Cohen-Chang en Mercedes Jones with New Directions                                                | 9. Special Education          | Ja                | Geen                       | [ 28 ]        |        |
| The Most Wonderful Day of the Year                       | Rudolph the Red-Nosed Reindeer      | New Directions                                                                                        | 10. A Very Glee Christmas     | Nee               | The Christmas Album        | [ 30 ]        |        |
| We Need a Little Christmas                               | Mame                                | New Directions                                                                                        | 10. A Very Glee Christmas     | Nee               | The Christmas Album        | [ 30 ]        |        |
| Merry Christmas Darling                                  | The Carpenters                      | Rachel Berry                                                                                          | 10. A Very Glee Christmas     | Nee               | The Christmas Album        | [ 30 ]        |        |
| Baby, It's Cold Outside                                  | Loesser                             | Kurt Hummel en Blaine Anderson                                                                        | 10. A Very Glee Christmas     | Nee               | The Christmas Album        | [ 30 ]        |        |
| You're a Mean One, Mr. Grinch                            | How the Grinch Stole Christmas!     | k.d. lang                                                                                             | 10. A Very Glee Christmas     | Nee               | The Christmas Album        | [ 31 ]        |        |
| Last Christmas                                           | Wham!                               | Rachel Berry en Finn Hudson                                                                           | 10. A Very Glee Christmas     | Ja                | The Christmas Album        | [ 30 ]        |        |
| Welcome Christmas                                        | How the Grinch Stole Christmas!     | New Directions                                                                                        | 10. A Very Glee Christmas     | Ja                | Geen                       | [ 30 ]        |        |
| California Gurls                                         | Katy Perry met Snoop Dogg           | McKinley High Cheerios                                                                                | 11. The Sue Sylvester Shuffle | Nee               | Geen                       | [ 32 ]        |        |
| Need You Now                                             | Lady Antebellum                     | Rachel Berry en Noah Puckerman                                                                        | 11. The Sue Sylvester Shuffle | Ja                | Volume 5                   | [ 33 ] [ 34 ] |        |
| She's Not There                                          | The Zombies                         | Finn Hudson with McKinley High Titans                                                                 | 11. The Sue Sylvester Shuffle | Ja                | Volume 5                   | [ 33 ]        |        |
| Bills, Bills, Bills                                      | Destiny's Child                     | Dalton Academy Warblers                                                                               | 11. The Sue Sylvester Shuffle | Ja                | Presents the Warblers      | [ 35 ]        |        |
| Thriller / Heads Will Roll                               | Michael Jackson / Yeah Yeah Yeahs   | New Directions with McKinley High Titans                                                              | 11. The Sue Sylvester Shuffle | Ja                | Volume 5                   | [ 36 ]        |        |
| Fat Bottomed Girls                                       | Queen                               | Noah Puckerman with New Directions males                                                              | 12. Silly Love Songs          | Ja                | Volume 5                   | [ 37 ]        |        |
| P.Y.T. (Pretty Young Thing)                              | Michael Jackson                     | Artie Abrams with Mike Chang                                                                          | 12. Silly Love Songs          | Ja                | Volume 5                   | [ 37 ]        |        |
| When I Get You Alone                                     | Robin Thicke                        | Dalton Academy Warblers                                                                               | 12. Silly Love Songs          | Ja                | Presents the Warblers      | [ 38 ] [ 39 ] |        |
| My Funny Valentine                                       | Babes in Arms                       | Tina Cohen-Chang                                                                                      | 12. Silly Love Songs          | Nee               | Geen                       | [ 37 ]        |        |
| Firework                                                 | Katy Perry                          | Rachel Berry with New Directions females                                                              | 12. Silly Love Songs          | Ja                | Volume 5                   | [ 37 ]        |        |
| Silly Love Songs                                         | Wings                               | Dalton Academy Warblers                                                                               | 12. Silly Love Songs          | Ja                | Presents the Warblers      | [ 37 ] [ 39 ] |        |
| Baby                                                     | Justin Bieber met Ludacris          | Sam Evans                                                                                             | 13. Comeback                  | Ja                | Volume 5                   | [ 40 ] [ 41 ] |        |
| Somebody to Love                                         | Justin Bieber                       | Sam Evans, Noah Puckerman, Artie Abrams en Mike Chang                                                 | 13. Comeback                  | Ja                | Volume 5                   | [ 40 ] [ 41 ] |        |
| Take Me or Leave Me                                      | Rent                                | Rachel Berry en Mercedes Jones                                                                        | 13. Comeback                  | Ja                | Volume 5                   | [ 39 ] [ 42 ] |        |
| This Little Light of Mine                                | Traditional                         | Will Schuester, Sue Sylvester en pediatric patients                                                   | 13. Comeback                  | Nee               | Geen                       | [ 43 ]        |        |
| I Know What Boys Like                                    | The Waitresses                      | Lauren Zizes with Brittany Pierce en Tina Cohen-Chang                                                 | 13. Comeback                  | Ja                | Geen                       | [ 44 ] [ 45 ] |        |
| Sing                                                     | My Chemical Romance                 | New Directions with Sue Sylvester                                                                     | 13. Comeback                  | Ja                | Volume 5                   | [ 32 ] [ 41 ] |        |
| My Headband                                              |                                     | Rachel Berry                                                                                          | 14. Blame It on the Alcohol   | Nee               | Geen                       | [ 46 ]        |        |
| Don't You Want Me                                        | The Human League                    | Rachel Berry en Blaine Anderson                                                                       | 14. Blame It on the Alcohol   | Ja                | Volume 5                   | [ 47 ]        |        |
| Blame It                                                 | Jamie Foxx met T-Pain               | New Directions                                                                                        | 14. Blame It on the Alcohol   | Ja                | Geen                       | [ 47 ]        |        |
| One Bourbon, One Scotch, One Beer                        | George Thorogood                    | Shannon Beiste en Will Schuester                                                                      | 14. Blame It on the Alcohol   | Ja                | Geen                       | [ 48 ] [ 49 ] |        |
| Tik Tok                                                  | Kesha                               | Brittany Pierce with New Directions                                                                   | 14. Blame It on the Alcohol   | Ja                | Geen                       | [ 47 ] [ 50 ] |        |
| Do You Wanna Touch Me                                    | Joan Jett                           | Holly Holliday with New Directions                                                                    | 15. Sexy                      | Ja                | Volume 5                   | [ 51 ]        |        |
| Animal                                                   | Neon Trees                          | Blaine Anderson, Kurt Hummel en the Dalton Academy Warblers                                           | 15. Sexy                      | Ja                | Presents the Warblers      | [ 52 ]        |        |
| Kiss                                                     | Prince en The Revolution            | Will Schuester en Holly Holliday                                                                      | 15. Sexy                      | Ja                | Volume 5                   | [ 53 ] [ 54 ] |        |
| Landslide                                                | Dixie Chicks                        | Holly Holliday with Santana Lopez en Brittany Pierce                                                  | 15. Sexy                      | Ja                | Volume 5                   |               |        |
| Afternoon Delight                                        | Starland Vocal Band                 | Carl Howell, Noah Puckerman, Rachel Berry, Emma Pillsbury en Quinn Fabray                             | 15. Sexy                      | Nee               | Geen                       | [ 51 ]        |        |
| Misery                                                   | Maroon 5                            | Dalton Academy Warblers                                                                               | 16. Original Song             | Ja                | Presents the Warblers      | [ 55 ] [ 56 ] |        |
| Only Child                                               |                                     | Rachel Berry                                                                                          | 16. Original Song             | Nee               | Geen                       |               |        |
| Blackbird                                                | The Beatles                         | Kurt Hummel with the Dalton Academy Warblers                                                          | 16. Original Song             | Ja                | Presents the Warblers      | [ 55 ]        |        |
| Trouty Mouth                                             |                                     | Santana Lopez                                                                                         | 16. Original Song             | Ja                | Geen                       | [ 57 ]        |        |
| Big Ass Heart                                            |                                     | Noah Puckerman                                                                                        | 16. Original Song             | Ja                | Geen                       | [ 57 ]        |        |
| Hell to the No                                           |                                     | Mercedes Jones                                                                                        | 16. Original Song             | Ja                | Geen                       | [ 55 ]        |        |
| Jesus Is My Friend                                       | Sonseed                             | Aural Intensity                                                                                       | 16. Original Song             | Nee               | Geen                       | [ 55 ]        |        |
| Candles                                                  | Hey Monday                          | Blaine Anderson, Kurt Hummel en the Dalton Academy Warblers                                           | 16. Original Song             | Ja                | Presents the Warblers      | [ 55 ]        |        |
| Raise Your Glass                                         | Pink                                | Dalton Academy Warblers                                                                               | 16. Original Song             | Ja                | Presents the Warblers      | [ 55 ]        |        |
| Get It Right                                             |                                     | Rachel Berry with Brittany Pierce en Tina Cohen-Chang                                                 | 16. Original Song             | Ja                | Volume 5                   | [ 58 ]        |        |
| Loser like Me                                            |                                     | New Directions                                                                                        | 16. Original Song             | Ja                | Volume 5                   | [ 59 ]        |        |
| All by Myself                                            | Celine Dion                         | Sunshine Corazon                                                                                      | 17. A Night of Neglect        | Ja                | Geen                       | [ 60 ]        |        |
| I Follow Rivers                                          | Lykke Li                            | Tina Cohen-Chang                                                                                      | 17. A Night of Neglect        | Ja                | Geen                       | [ 60 ]        |        |
| Bubble Toes                                              | Jack Johnson                        | Mike Chang                                                                                            | 17. A Night of Neglect        | Nee               | Geen                       | -             |        |
| Turning Tables                                           | Adele                               | Holly Holliday                                                                                        | 17. A Night of Neglect        | Ja                | Volume 6                   | [ 60 ]        |        |
| Ain't No Way                                             | Aretha Franklin                     | Mercedes Jones                                                                                        | 17. A Night of Neglect        | Ja                | Geen                       | [ 60 ]        |        |
| I Feel Pretty / Unpretty                                 | West Side Story / TLC               | Quinn Fabray en Rachel Berry                                                                          | 18. Born This Way             | Ja                | Volume 6                   | [ 61 ]        |        |
| I've Gotta Be Me                                         | Sammy Davis, Jr.                    | Finn Hudson with Mike Chang                                                                           | 18. Born This Way             | Ja                | Geen                       | [ 62 ]        |        |
| Somewhere Only We Know                                   | Keane                               | Dalton Academy Warblers                                                                               | 18. Born This Way             | Ja                | Presents the Warblers      | [ 63 ]        |        |
| As If We Never Said Goodbye                              | Sunset Boulevard                    | Kurt Hummel                                                                                           | 18. Born This Way             | Ja                | Volume 6                   | [ 64 ]        |        |
| Barbra Streisand                                         | Duck Sauce                          | New Directions en flashmob                                                                            | 18. Born This Way             | Nee               | Geen                       | [ 64 ]        |        |
| Born This Way                                            | Lady Gaga                           | New Directions                                                                                        | 18. Born This Way             | Ja                | Volume 6                   | [ 65 ]        |        |
| Dreams                                                   | Fleetwood Mac                       | April Rhodes en Will Schuester                                                                        | 19. Rumours                   | Ja                | Volume 6                   | [ 66 ]        |        |
| Never Going Back Again                                   | Fleetwood Mac                       | Artie Abrams                                                                                          | 19. Rumours                   | Ja                | Geen                       | [ 66 ]        |        |
| Songbird                                                 | Fleetwood Mac                       | Santana Lopez                                                                                         | 19. Rumours                   | Ja                | Volume 6                   | [ 66 ]        |        |
| I Don't Want to Know                                     | Fleetwood Mac                       | Quinn Fabray en Finn Hudson                                                                           | 19. Rumours                   | Ja                | Geen                       | [ 66 ]        |        |
| Nice to Meet You, Have I Slept with You?                 |                                     | April Rhodes en Will Schuester                                                                        | 19. Rumours                   | Nee               | Geen                       | [ 67 ] [ 68 ] |        |
| Go Your Own Way                                          | Fleetwood Mac                       | Rachel Berry                                                                                          | 19. Rumours                   | Ja                | Volume 6                   | [ 66 ]        |        |
| Don't Stop                                               | Fleetwood Mac                       | New Directions                                                                                        | 19. Rumours                   | Ja                | Volume 6                   | [ 66 ]        |        |
| Rolling in the Deep                                      | John Legend                         | Rachel Berry en Jesse St. James with the AV club                                                      | 20. Prom Queen                | Ja                | Volume 6                   | [ 69 ] [ 70 ] |        |
| Isn't She Lovely?                                        | Stevie Wonder                       | Artie Abrams met Finn Hudson, Sam Evans, Noah Puckerman en Mike Chang                                 | 20. Prom Queen                | Ja                | Volume 6                   | [ 71 ]        |        |
| Friday                                                   | Rebecca Black                       | Artie Abrams, Sam Evans en Noah Puckerman                                                             | 20. Prom Queen                | Ja                | Geen                       | [ 72 ] [ 73 ] |        |
| Jar of Hearts                                            | Christina Perri                     | Rachel Berry                                                                                          | 20. Prom Queen                | Ja                | Geen                       | [ 71 ]        |        |
| I'm Not Gonna Teach Your Boyfriend How to Dance with You | Black Kids                          | Blaine Anderson with Tina Cohen-Chang en Brittany Pierce                                              | 20. Prom Queen                | Ja                | Geen                       | [ 71 ]        |        |
| Dancing Queen                                            | ABBA                                | Santana Lopez en Mercedes Jones                                                                       | 20. Prom Queen                | Ja                | Volume 6                   | [ 71 ]        |        |
| Back to Black                                            | Amy Winehouse                       | Santana Lopez                                                                                         | 21. Funeral                   | Ja                | Geen                       | [ 74 ]        |        |
| Some People                                              | Gypsy: A Musical Fable              | Kurt Hummel                                                                                           | 21. Funeral                   | Ja                | Geen                       | [ 74 ]        |        |
| Try a Little Tenderness                                  | Otis Redding                        | Mercedes Jones                                                                                        | 21. Funeral                   | Ja                | Volume 6                   | [ 75 ] [ 76 ] |        |
| My Man                                                   | Barbra Streisand                    | Rachel Berry                                                                                          | 21. Funeral                   | Ja                | Volume 6                   | [ 75 ] [ 76 ] |        |
| Pure Imagination                                         | Willy Wonka & the Chocolate Factory | New Directions                                                                                        | 21. Funeral                   | Ja                | Volume 6                   | [ 75 ] [ 76 ] |        |
| My Cup                                                   |                                     | Brittany Pierce en Artie Abrams                                                                       | 22. New York                  | Ja                | Geen                       | [ 77 ]        |        |
| I Love New York / New York, New York                     | Madonna / On the Town               | New Directions                                                                                        | 22. New York                  | Ja                | Geen                       | [ 78 ]        |        |
| Still Got Tonight                                        | Matthew Morrison                    | Will Schuester                                                                                        | 22. New York                  | Nee               | Matthew Morrison           | [ 79 ]        |        |
| Bella Notte                                              | Lady and the Tramp                  | Noah Puckerman, Sam Evans, Mike Chang en Artie Abrams                                                 | 22. New York                  | Ja                | Volume 6                   | [ 80 ]        |        |
| For Good                                                 | Wicked                              | Rachel Berry en Kurt Hummel                                                                           | 22. New York                  | Ja                | Geen                       | [ 81 ]        |        |
| Yeah!                                                    | Usher met Lil John en Ludacris      | Unnamed female a cappella group                                                                       | 22. New York                  | Ja                | Geen                       | [ 82 ]        |        |
| As Long as You're There                                  |                                     | Sunshine Corazon with Vocal Adrenaline                                                                | 22. New York                  | Ja                | Volume 6                   | [ 75 ] [ 83 ] |        |
| Pretending                                               |                                     | Rachel Berry en Finn Hudson                                                                           | 22. New York                  | Ja                | Volume 6                   | [ 84 ]        |        |
| Light Up the World                                       |                                     | New Directions                                                                                        | 22. New York                  | Ja                | Volume 6                   | [ 83 ]        |        |